# Стшежув-Первши
Стше́жув-Пе́рвши (пол. Strzeżów Pierwszy) — село в Польше в сельской гмине Мехув Мехувского повета Малопольского воеводства.
Село располагается в 4 км от административного центра повета города Мехув и в 37 км от административного центра воеводства города Краков.
В 1975—1998 годах село входило в состав Келецкого воеводства.